# Les lliçons de Blaga
Les lliçons de Blaga (títol original en búlgar, Уроците на Блага, transcrit com a Urotsite na Blaga) és una pel·lícula dramàtica del 2023 dirigida i produïda per Stefan Komandarev, que la va escriure conjuntament amb Simeon Ventsislavov. La pel·lícula és protagonitzada per Eli Skortxeva com a Blaga, una professora jubilada de Xumen, que pateix la recent mort del seu marit i és víctima d'una estafa criminal mentre intenta recaptar diners per pagar el seu nínxol. S'ha doblat i subtitulat al català.
Es va estrenar al 57è Festival Internacional de Cinema de Karlovy Vary, on va guanyar el Globus de Cristall a la millor pel·lícula. Va ser seleccionada com a candidata búlgara per a l'Oscar a la millor pel·lícula de parla no anglesa a la 96a edició dels guardons. També va obtenir el Paó de Plata a la millor direcció al 54è Festival Internacional de Cinema de l'Índia.
Es tracta d'una coproducció internacional entre Bulgària i Alemanya. És l'última entrega de la trilogia de Komandarev sobre temes socials búlgars, després de Posoki (2017) i V krag (2019).
La producció de la pel·lícula es va retardar diverses vegades a causa de la pandèmia de la COVID-19. El rodatge principal va començar finalment el 2021; tanmateix, va experimentar més retards després que diversos membres de l'equip contraguessin el virus.